# Presidente de la República de Ingusetia
El Presidente de la República de Ingusetia (del ruso: Глава Республики Ингушетия) es el cargo más alto del Gobierno de Ingusetia, Rusia. El cargo es elegido por los habitantes de Ingushetia y su mandato tiene una duración de cinco años.

## Presidentes de Ingushetia
- Ruslán Áushev (18 de febrero de 1993 – 28 de abril de 2002)
- Murat Ziázikov  (23 de mayo de 2002 – 30 de octubre de 2008)
- Yunús-bek Yevkúrov (30 de octubre de 2008 – 22 de junio de 2009)
- Rashid Gaisánov, acting (22 de junio de 2009 – septiembre de 2009). Elegido presidente por un decreto del presidente de Rusia Dmitri Medvédev mientras Yevkurov se recuperaba de un intento de asesinato contra su persona.[2]
- Yunús-bek Yevkúrov (septiembre de 2009-junio de 2019)
- Mahmud-Ali Kalimatov (junio de 2019-presente)